# فرودگاه بین‌المللی ال آی سی. گوستاو دیاز اورداز
فرودگاه بین‌المللی ال آی سی. گوستاو دیاز اورداز (به انگلیسی: Lic. Gustavo Díaz Ordaz International Airport) (به زبان بومی: Aeropuerto Internacional de Puerto Vallarta Lic. Gustavo Díaz Ordaz) یک فرودگاه همگانی ۲۵۳۵۹۰۰ با کد یاتا PVR است . این فرودگاه در کشور مکزیک قرار دارد و در ارتفاع ۷ متری از سطح دریا واقع شده است.

## شرکت‌های هواپیمایی و مقصدهای پروازی

### مسافری

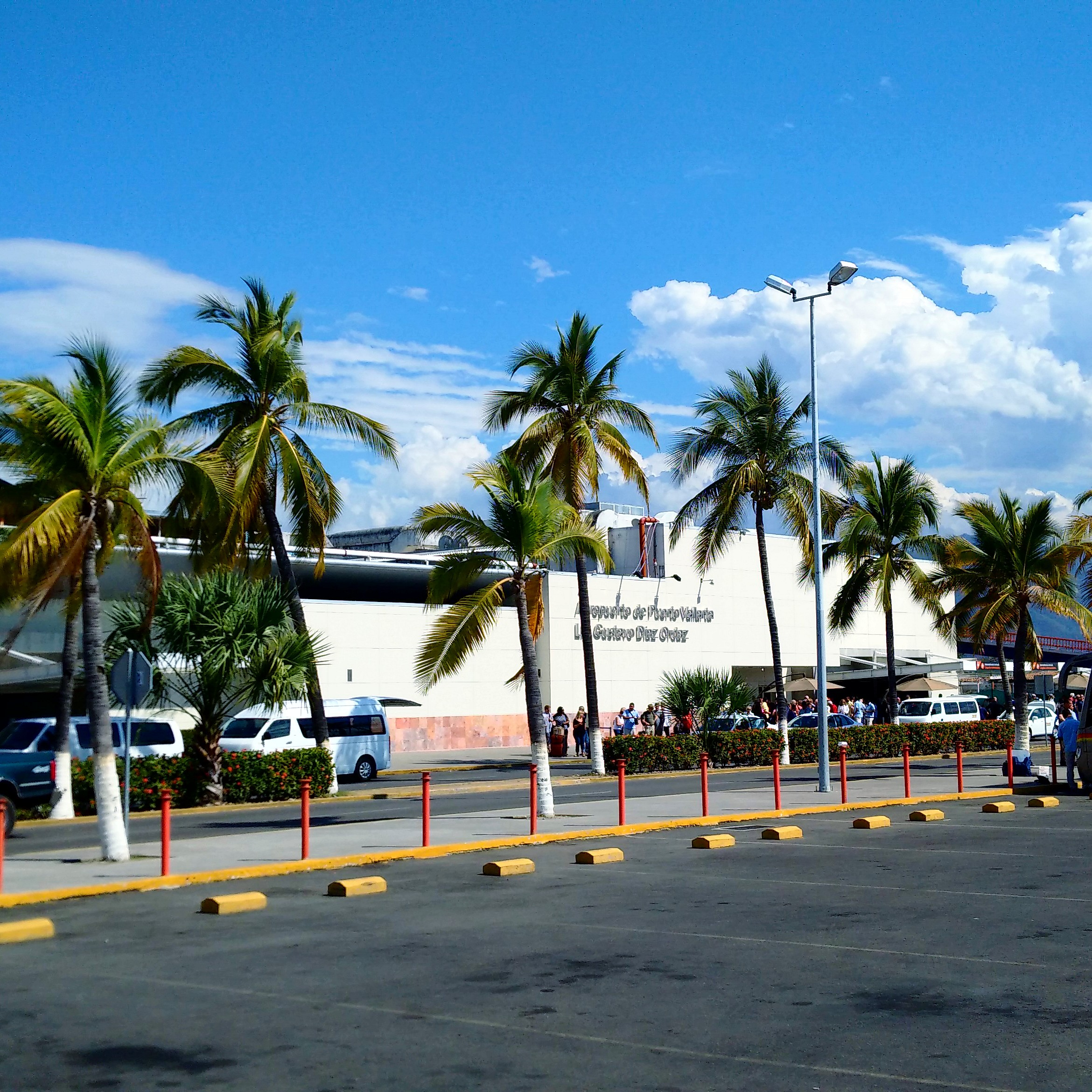
Airport's exterior in 2015

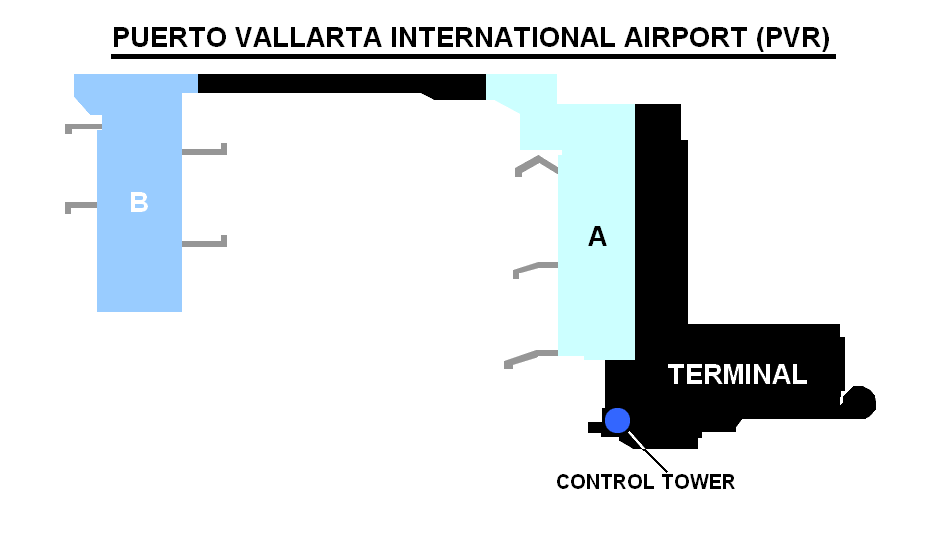
Terminal Map

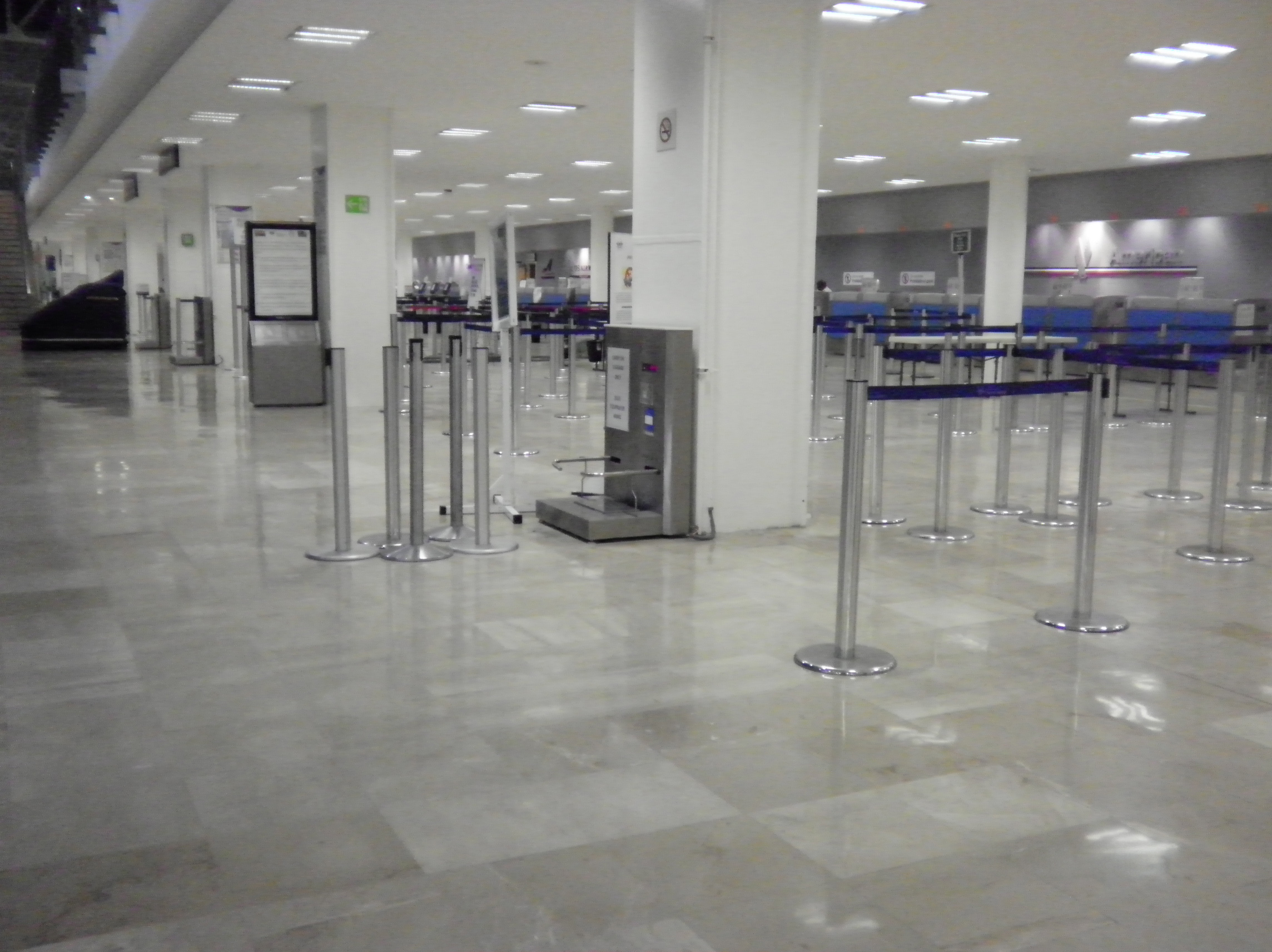
Airport ticket counters.

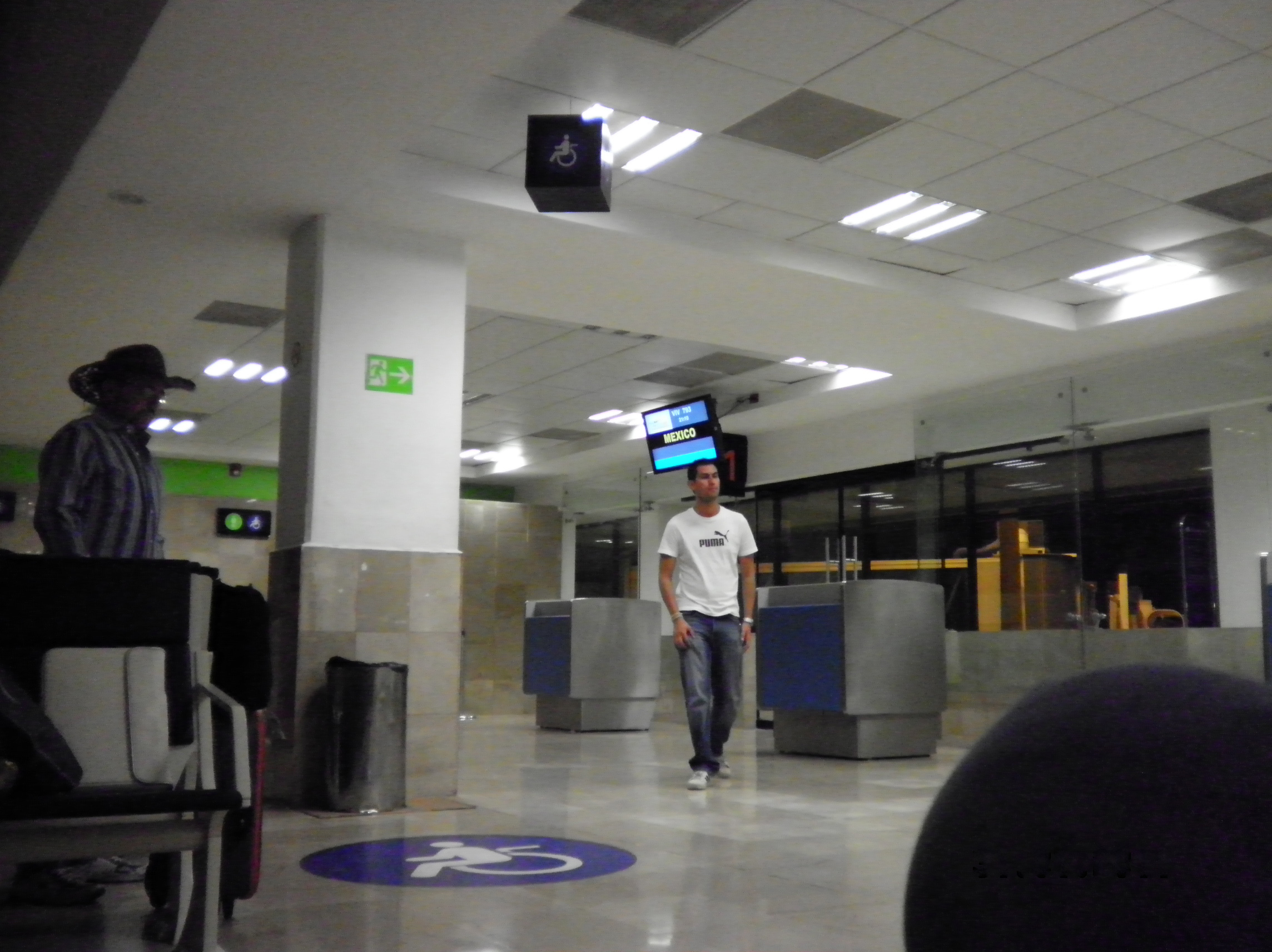
Gate 1.

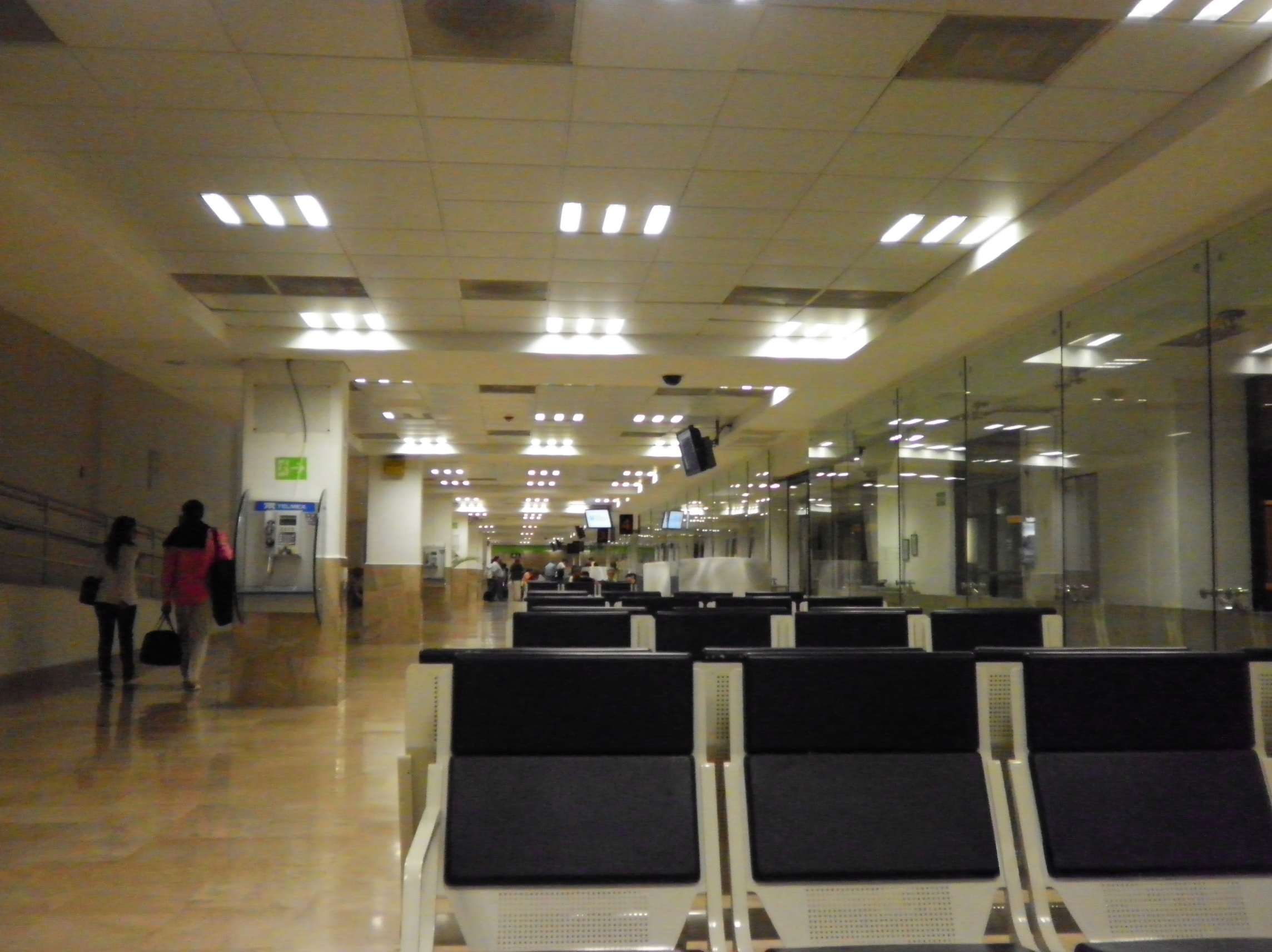
Hall A.

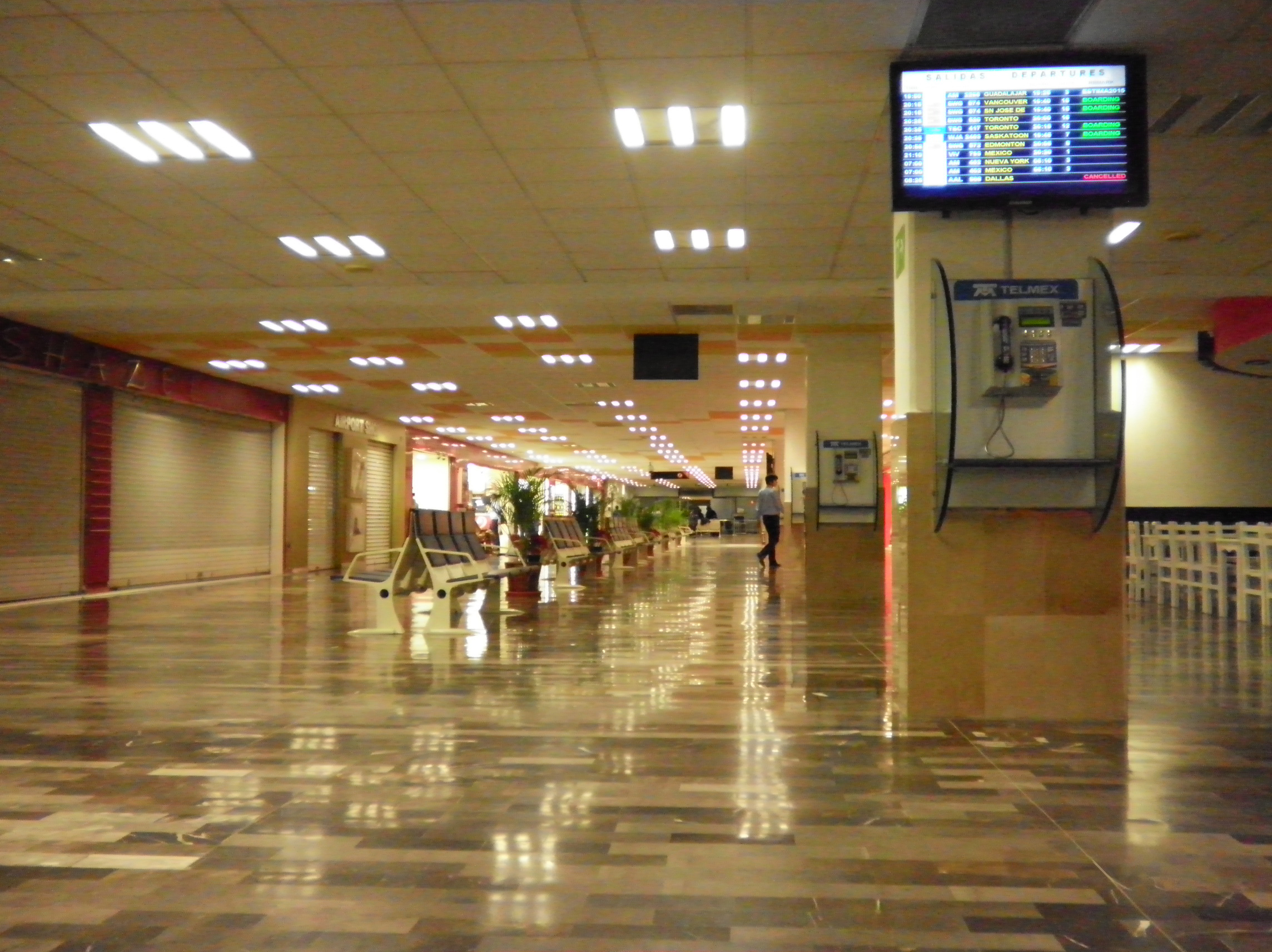
Commercial Zone.

| شرکت‌های هواپیمایی                    | مقصدهای پروازی |
| ------------------------------------ | --- |
| Aeromar                              | دن میگوئل هیدالگو وای کوستیا |
| آئرومکزیکو                           | مکزیکو سیتی |
| آئرومکزیکو کانکت                     | مکزیکو سیتی، ژنرال ماریانو اسکبیدو |
| ایر کانادا                           | ونکوور (برقراری مجدد از ۱۹ دسامبر ۲۰۱۷) |
| ایر کانادا روژ                       | فصلی: کالگری، مونترآل-پییر الیوت ترودو، پیرسون تورنتو، ونکوور (پایان در ۱۵ دسامبر ۲۰۱۷)                                                                                      |
| Air Transat                          | کالگری، مونترآل-پییر الیوت ترودو، ونکوور فصلی: ادمونتون، کلونا، ژان لوساژ شهر کبک، رجاینا، ساسکاتون جان گ. دیفنبکر، پیرسون تورنتو، ویکتوریا، وینیپگ جیمز آرمسترانگ ریچاردسون |
| Air Transat اجرا توسط Flair Airlines | کالگری، ادمونتون، ونکوور |
| آلاسکا ایرلاینز                      | لس‌آنجلس، جان وین، سن دیه‌گو، سانفرانسیسکو فصلی: پورتلند، سیاتل-تاکوما |
| امریکن ایرلاینز                      | دالاس-فورت ورث، لس‌آنجلس، فینکس اسکای هاربر فصلی: اوهر شیکاگو |
| Apple Vacations                      | چارتر فصلی: متروپولیتن شهرستان وین دیترویت، کپیتل ریجن، ژنرال میچل، لامبرت-ست لوی                                                                                            |
| Calafia Airlines                     | کابو سن لوکاس، دن میگوئل هیدالگو وای کوستیا |
| دلتا ایرلاینز                        | هارتسفیلد-جکسون آتلانتا، لس‌آنجلس,سالت‌لیک‌سیتی فصلی: متروپولیتن شهرستان وین دیترویت، مینیاپولیس−سنت پل، سیاتل-تاکوما                                                           |
| دلتا کانکشن                          | سالت‌لیک‌سیتی |
| فن‌ایر                                | فصلی: هلسینکی (آغاز از ۱۹ نوامبر ۲۰۱۷) |
| فرانتیر ایرلاینز                     | فصلی: اوهر شیکاگو، دنور |
| Interjet                             | دل بایو، مکزیکو سیتی، ال آی سی. آدولفو لوپز ماتئوس فصلی: دن میگوئل هیدالگو وای کوستیا                                                                                        |
| لوت پولیش ایرلاینز                   | چارتر فصلی: شوپن ورشو |
| Magnicharters                        | مکزیکو سیتی، ژنرال ماریانو اسکبیدو فصلی: ژنرال روبرتو فیرو ویلالوبوس |
| ساوت‌وست ایرلاینز                     | دنور، ویلیام پی. هابی، لس‌آنجلس، اوکلند |
| Sun Country Airlines                 | فصلی: دالاس-فورت ورث، مینیاپولیس−سنت پل |
| سان‌وینگ ایرلاینز                     | ادمونتون فصلی: کالگری، رجاینا، ساسکاتون جان گ. دیفنبکر، پیرسون تورنتو، ونکوور، وینیپگ جیمز آرمسترانگ ریچاردسون                                                               |
| TAR Aerolineas                       | ال آی سی. خزوس تران پردو، دن میگوئل هیدالگو وای کوستیا، دل بایو، ژنرال ماریانو اسکبیدو، کوئره‌تارو، پونچیانو آریاگا                                                           |
| Thomson Airways                      | گاتویک، منچستر |
| یونایتد ایرلاینز                     | اوهر شیکاگو، دنور، جرج بوش، لیبرتی نیوآرک، سانفرانسیسکو فصلی: لس‌آنجلس |
| ویواآئروبوس                          | دن میگوئل هیدالگو وای کوستیا، ژنرال ماریانو اسکبیدو، مکزیکو سیتی |
| ویرجین آمریکا                        | سانفرانسیسکو |
| Volaris                              | مکزیکو سیتی، ژنرال ماریانو اسکبیدو، تیخوانا، ال آی سی. آدولفو لوپز ماتئوس |
| وست جت                               | کالگری، پیرسون تورنتو فصلی: ابوتسفورد، سی‌اف‌بی کوموکس، ادمونتون، کلونا، پرینس جرج، رجاینا، ساسکاتون جان گ. دیفنبکر، ونکوور، ویکتوریا، وینیپگ جیمز آرمسترانگ ریچاردسون         |